# Castilleja subalpina
Castilleja subalpina är en snyltrotsväxtart som beskrevs av Eastwood. Castilleja subalpina ingår i släktet målarborstar, och familjen snyltrotsväxter. Inga underarter finns listade i Catalogue of Life.